# 1000Base-TX
1000Base-TX es una implementación de una Gigabit Ethernet (red de ordenadores que transmite información a una velocidad nominal de 1Gbit/s). Solo puede usar cable de categoría 6, en contraste con el 1000Base-T que puede usar también cables de categoría 5.
Promovido por la Asociación de Industrias de Telecomunicaciones (AIT o TIA) debido a un fallo comercial provocó que no existan productos asociados a tal especificación. Usa un protocolo más sencillo de implementar que el estándar 1000Base-T con lo que su fabricación teóricamente era más económica (ya que utiliza 2 pares en vez de los 4 del 1000BaseT), pero debido a la obligatoriedad de utilizar cable CAT6 cayó en desuso. Es más económico cambiar una tarjeta de red que toda un infraestructura de cableado de CAT5e para actualizarla a CAT6.

## Morfología del cable
La correcta conexión de estos cables ha de ser según la siguiente tabla de hilos:
| Pin | Par, T568A | Par, T568B | Cable    | Color, T568A          | Color, T568B          | RJ45 pines                              |
| --- | ---------- | ---------- | -------- | --------------------- | --------------------- | --------------------------------------- |
| 1   | 3          | 2          | positivo | blanco/verde rayado   | blanco/naranja rayado | Plug RJ-45 con la posición de los pines |
| 2   | 3          | 2          | negativo | verde entero          | naranja entero        | Plug RJ-45 con la posición de los pines |
| 3   | 2          | 3          | positivo | blanco/naranja rayado | blanco/verde rayado   | Plug RJ-45 con la posición de los pines |
| 4   | 1          | 1          | negativo | azul entero           | azul entero           | Plug RJ-45 con la posición de los pines |
| 5   | 1          | 1          | positivo | blanco/azul rayado    | blanco/azul rayado    | Plug RJ-45 con la posición de los pines |
| 6   | 2          | 3          | negativo | naranja entero        | verde entero          | Plug RJ-45 con la posición de los pines |
| 7   | 4          | 4          | positivo | blanco/marrón rayado  | blanco/marrón rayado  | Plug RJ-45 con la posición de los pines |
| 8   | 4          | 4          | negativo | marrón entero         | marrón entero         | Plug RJ-45 con la posición de los pines |